# 芦の湖カントリークラブ
芦の湖カントリークラブ（あしのこカントリークラブ）は、静岡県三島市にあるゴルフ場である。

## 概要
箱根峠の「接待茶屋」からの眺望は江戸時代から有名で、正面には秀麗な富士山、右足下には芦ノ湖を視ての箱根連山と十国峠、そして碧い駿河湾の広がりを一望できる。そこに隣接地する草原は、日中戦争や太平洋戦争時、三島市に置かれた野戦重砲兵第2、野戦重砲兵第3連隊の軍馬のための茅の採取場だった。戦後は、茅の需要もない入会地となり、自生の茅と馬酔木となっていた。
1958年（昭和33年）、この箱根西麓の有効利用の動きが出てきた、第5代三島市長の松田吉治と東京倶楽部理事の鈴木定吉が中心になり、地元出身の株式会社鐡興社社長の佐野隆一に働きかけた。鐡興社は、マンガン鉱の採掘では本邦第1位の鉱山会社で、佐野は1889年（明治22年）に地元三島町生まれで創業者である。1925年（大正14年）、鐡興社を創立し、以後、日本カーボン株式会社、東邦アセチレン株式会社などを経営した。
1958年（昭和33年）、新たなゴルフ場の建設に向けて経営母体「三島箱根観光開発株式会社」を設立し、「三島芦の湖カントリークラブ」（後・芦の湖カントリークラブ）を創立した。会長には佐野隆一が、社長には日本電波塔株式会社の前田久吉が就任した。副社長には藤田観光株式会社の小川邦夫（創業者・小川栄一の子息）、専務取締役には池貝鉄工株式会社会長の池貝庄太郎、そして造成時の社長に元駐米大使の井口貞夫ほかの財界人が協力した。
ゴルフ場の建設用地は、面積約42万坪で箱根山組合からの100パーセントの借地で確保した。コース設計は、佐藤儀一に依頼し、1959年（昭和34年）、コースの造成工事を着工し、9ホールを完成、仮開場させた。1960年（昭和35年）7月23日、残る9ホールを完成させ、18ホール、距離6,814ヤード、パー72のゴルフ場が完成し、開場された。
佐藤儀一が設計したコースの特徴は、特にグリーン周りの精緻さでは評価が高く、コースレート70.3で分かるように、4番ホールの距離612ヤード、パー5の超ロングほーるもあるが、パー4の8ホールの距離が300ヤードと短いため、スコアがまとまる、戦略性よりも景観を楽しめる設計意図なのではないか。

## 所在地
〒411-0000 静岡県三島市南原菅4708番地

## コース情報
- 開場日 - 1960年7月23日
- 設計者 - 佐藤 儀一
- 面積 - 820,000m2（約24.8万坪）
- コースタイプ - 丘陵コース
- コース - 18ホールズ、パー72、6,308ヤード、コースレート70.3
- フェアウェー - コウライ
- ラフ - ノシバ
- グリーン - 2グリーン、ベント
- ハザード - バンカー70、池が絡むホール3
- ラウンドスタイル - キャディ付乗用カートと､セルフ乗用カート、1組4人が原則、状況によりツーサム可、レギュラーティーからスタート
- 練習場 - 7打席140ヤード
- 休場日 - 毎週火曜日、8月火曜日は通常営業[2][3]

## クラブ情報
- ハウス面積 - 1,815m2（549.0坪）
- ハウス設計 - 塩見建築設計事務所
- ハウス施工 - 大成建設株式会社[2][3]

## ギャラリー
- コース - [4]
- ハウス - [5]

## 交通アクセス
鉄道
- 東海道新幹線（JR東海）・東海道線（JR東日本） - 小田原駅より タクシー利用約分
- 小田原線 - 箱根湯本駅より タクシー利用約分[6]

道路
- 小田厚 - 小田原西ICより 15Km
- 西湘バイパス - 箱根口ICより 14Km[6]

## 関連文献
- 『ゴルフ場ガイド 東版』、2006-2007、「芦の湖カントリークラブ」、東京 ゴルフダイジェスト社、2006年5月
- 『美しい日本のゴルフコース BEAUTIFUL GOLF CULTURE IN JAPAN 日本のゴルフ110年記念 ゴルフは日本の新しい伝統文化である』、ゴルフダイジェスト社「美しい日本のゴルフコース」編纂委員会編、「箱根西麓の有効利用として第5代三島市長がゴルフ場の建設を計画」、東京 ゴルフダイジェスト社、2013年12月